# Casa Săraru din Buzău
Casa Săraru din Buzău, str. Plevnei nr. 1, este un monument istoric aflat pe teritoriul municipiului Buzău, Cod LMI:  BZ-IV-m-B-02512.

## Istoric

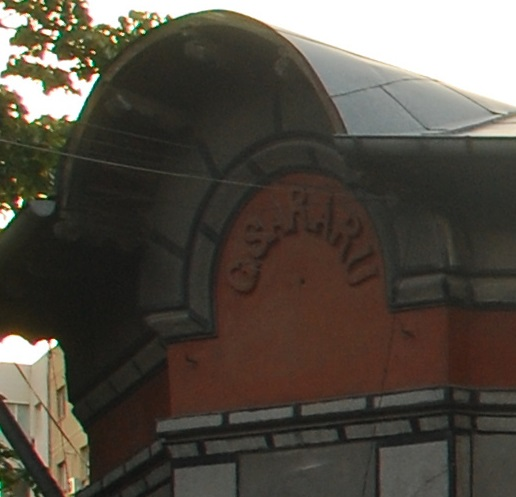
Frontispiciul intrării principale în restaurant

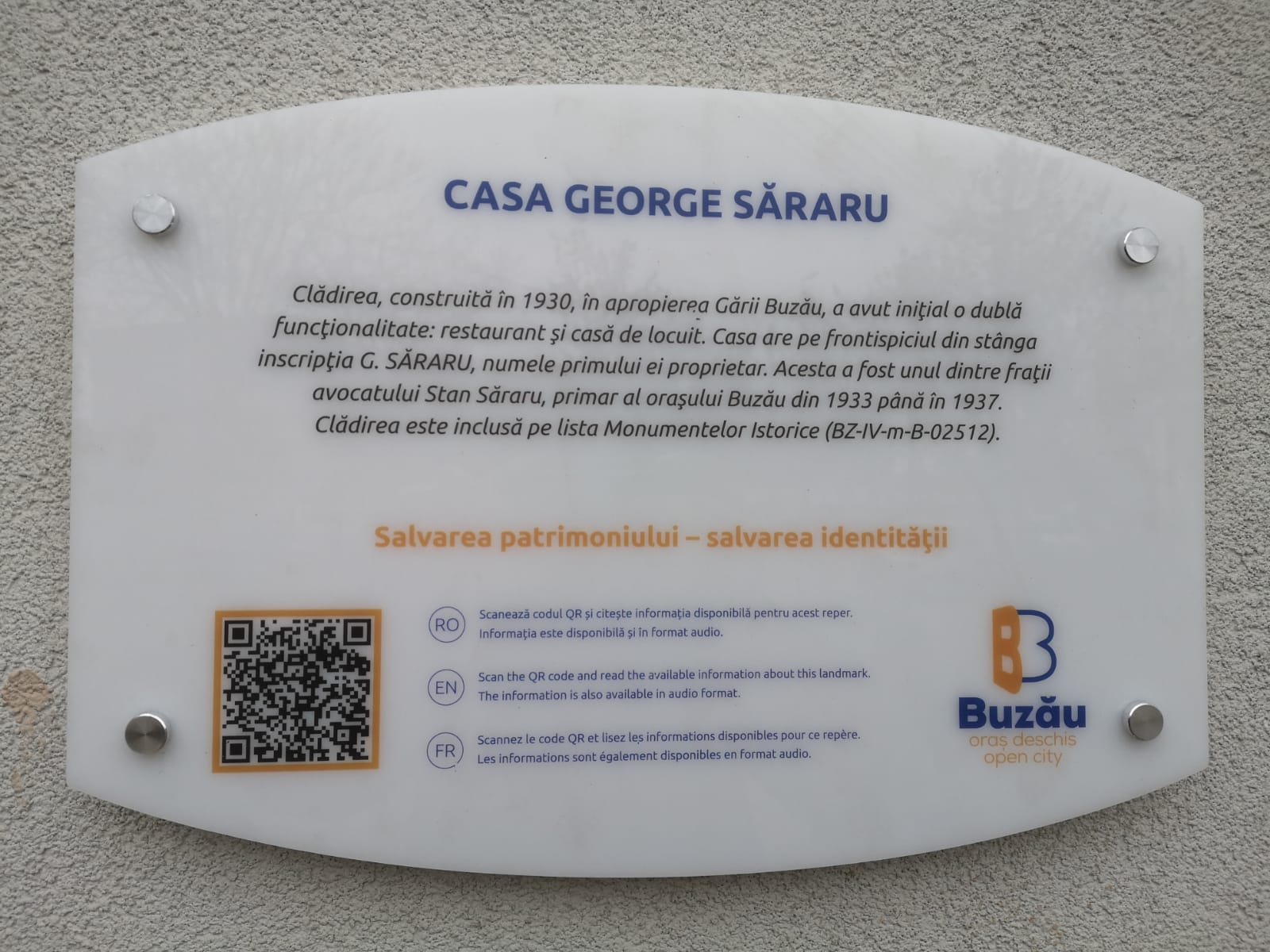
Placă comemorativă aplicată la dreapta intrării principale în restaurant

Pe frontispiciul intrării în restaurant, intrarea din stânga, este scris G. SARARU. Inscripția indică familia care a consruit această casă: Arecla și Gheorghe Săraru. Gheorghe Săraru a fost unul dintre numeroșii frați ai avocatului Stan Săraru, primar al orașului Buzău din 1933 până în 1937. Părinții lor, veniți la începutul secolului trecut din Râmnicu Sărat, au avut în acest loc, situat atunci la periferia localității, în aproprierea  Gării Buzău și la marginea drumului ce lega orașele Galați și Brăila cu București, Ploiești și Brașov, un restaurant. Gheorghe Săraru a preluat restaurantul părinților și în fața lui a ridicat în 1930 casa, o construcție cu funcționalitate dublă: restaurant nou și locuință.
Restaurantul a fost închis în 1946 și în anii următori folosit ca spațiu locativ de chiriași impuși de Sfatul Popular, Buzău. În 26 februarie 1957, fiii lui Gheorghe Săraru, George și Aurel, au împărțit casa în două apartamente, documentele fiind întocmite de avocatul Stan Săraru. Imobilul urma să fie demolat în primăvara lui 1990 însă Revoluția Română din 1989 l-a salvat. Apartamentul din dreapta, proprietar Aurel Săraru, a fost vândut în 1988, celălalt apartament, proprietar George Săraru, a fost donat în 2010. Ca urmare clădirea nu mai aparține familiei Săraru.

## Descriere
O fotografie din 1965 păstrează imaginea originală a fațadei. Trotuarul, ridicat cu peste 0,5 m, acoperă treptele intrărilor și o parte a gurilor de aerisire ale pivniței situate sub prima fereastră din stânga.
Sala pentru clienți, pardosită cu un mozaic reprezentând o stea uriașǎ, poseda două ferestre-vitrină între care se afla intrarea principală a restaurantului, situată pe colțul din stânga al casei. De asemenea în vitrina din dreapta intrării principale se aflǎ o intrare secundarǎ în restaurant. Atât vitrinele cât și cele două intrǎri în restaurant erau apărate cu obloane metalice. Pentru servicii erau folosite încă trei încăperi, prima fereastră din stînga aparținea bucătăriei. Depozitarea și păstrarea celor necesare restaurantului aveau loc în pivnița situată sub restaurant, în bucătorie și într-un șopron din curte. Tot în curte se mai aflau: restaurantul vechi, numit acum Salon de Dans și folosit pentru festivități deosebite și, o fântână situată în colțul din dreapta al casei.
La dreapta celor două ferestre din stânga este intrarea principală în locuința ce avea șase încăperi. În rest, în spatele casei, mai există încă patru ferestre și patru intrări secundare.
După 1946, Salonul de Dans a fost demolat și înlocuit cu un grajd, transformat apoi în atelier. Celelalte accesorii au fost înlăturate cu timpul, curtea a devenit grădină, iar sala clienților împreună cu bucătăria restaurantului sunt folosite în prezent ca suprafețe comerciale.

## Date ce nu coincid
- Pe placa comemorativă prenumele este George.